# تپه گورستان گوور قلعه
تپه قبرستان گوور قلعه مربوط به دوران‌های تاریخی پس از اسلام است و در شهرستان بوئین‌زهرا، بخش آبگرم، روستای نصرت آباد واقع شده و این اثر در تاریخ ۲۵ خرداد ۱۳۸۱ با شمارهٔ ثبت ۵۷۷۷ به‌عنوان یکی از آثار ملی ایران به ثبت رسیده است.